# Лебенштейн, Ян
Ян Лебенштейн (пол. Jan Lebenstein; 5 января 1930, Брест-над-Бугом — 28 мая 1999, Краков) — польский художник.

## Биография

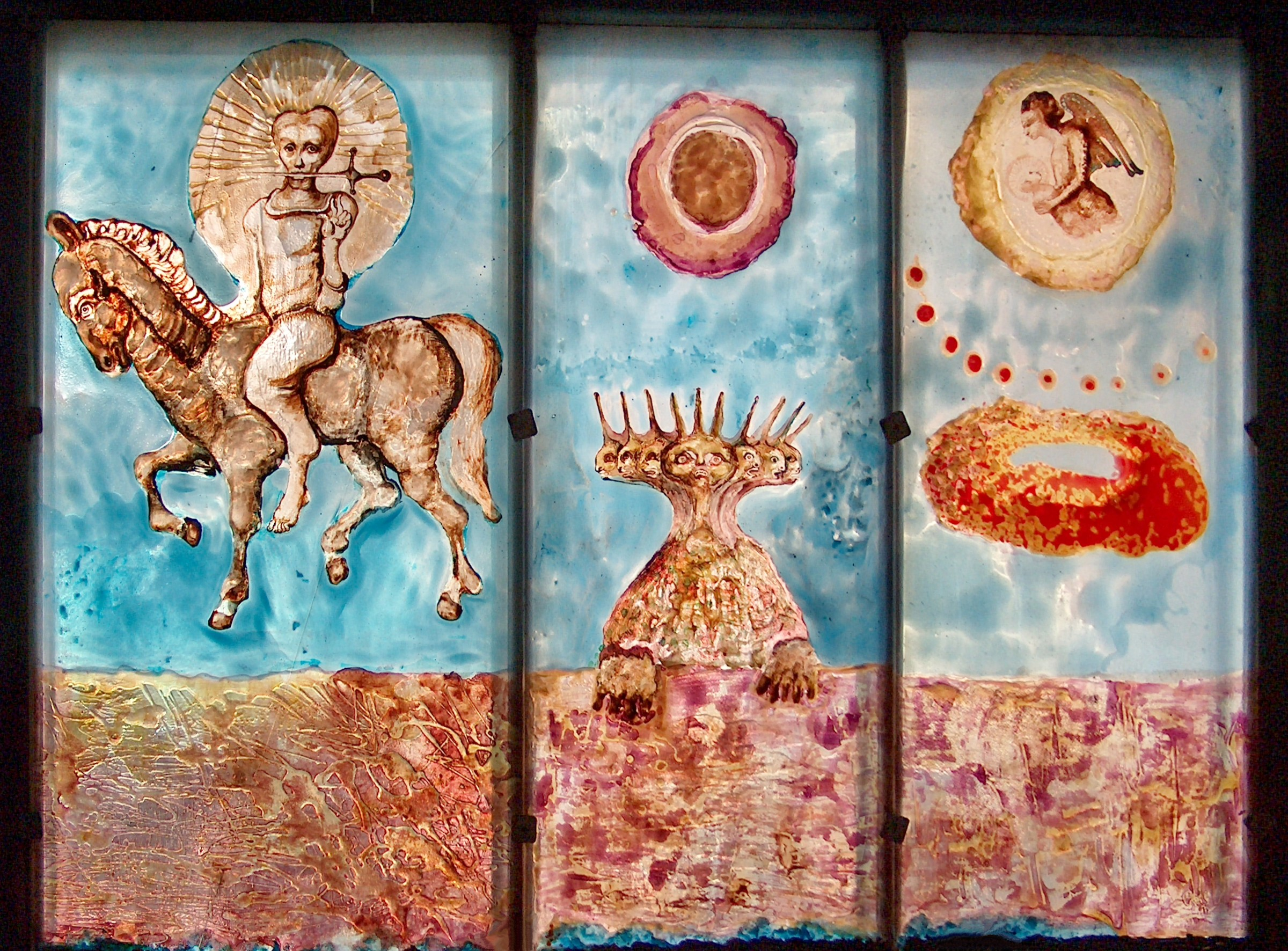
Ян Лебенштейн. Витраж на темы Апокалипсиса в Парижской часовне паллотинов

Окончил Академию изобразительного искусства в Варшаве (1948—1954). В 1955 году участвовал в коллективной антивоенной выставке. С 1956 года был связан с независимым Театром на Тарчинской, созданным поэтом, драматургом и актёром Мироном Бялошевским, здесь состоялась его первая персональная выставка.
В 1959 году получил Главную премию на Первом молодёжном биеннале в Париже. Переселился во Францию. Участвовал в Документе-II в Касселе (1959). Им заинтересовались музеи и галеристы. В 1964 году его выставка открылась в Музее Пикассо (Антиб) и др. Был связан с парижским журналом Культура и кругом Ежи Гедройца. В 1971 получил французское гражданство. В 1977 году состоялась экспозиция его работ на родине.

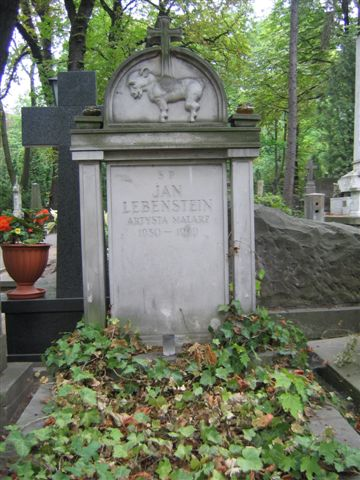
Могила Лебенштейна на варшавском кладбище Старые Повонзки

В 1992 году, после долгого перерыва, была организована его большая ретроспективная выставка в Варшаве.

## Творчество
Художник гротескной визионерской манеры, перерабатывающей наследие маньеризма и отчасти близкой к сюрреализму. Иллюстрировал книги М. Семп Шажинского, Юзефа Баки, Джорджа Оруэлла, Г. Херлинга-Грудзинского, Александра Вата, Ст. Баранчака, Книгу Иова, Евангелие от Марка и Апокалипсис в переводах Чеслава Милоша.

## Признание
В 1998 году получил из рук президента Квасьневского Большой крест Ордена Возрождения Польши. О художнике снят документальный фильм Jan Lebenstein — Dziennik samotnika (2000).